# Capromyinae
A Capromyinae az emlősök (Mammalia) osztályának rágcsálók (Rodentia) rendjébe, ezen belül a hutiák (Capromyidae) családjába tartozó alcsalád.

## Rendszerezés
Az alcsaládba az alábbi 4 nem és 13 faj tartozik:
- Capromys Desmarest, 1822 – 2 faj
- Geocapromys Chapman, 1901 – 3 faj
- Mesocapromys Varona, 1970 – 5 faj
- Mysateles Lesson, 1842 – 3 faj